# بهاآباد (خور و بیابانک)
بهاآباد (نائین)، روستایی از توابع بخش خور و بیابانک شهرستان نائین در استان اصفهان ایران است.

## جمعیت
این روستا در دهستان جندق قرار دارد و براساس سرشماری مرکز آمار ایران در سال ۱۳۸۵، جمعیت آن زیر سه خانوار بوده‌است.